# Alejandra Riera
Alejandra Riera (* 5. Mai 1965 in Buenos Aires) ist eine argentinische Künstlerin, die vorrangig mit den Mitteln der Fotografie und Installation arbeitet. Ihre Arbeiten wurden bisher auf zwei Documenta-Ausstellungen gezeigt.

## Leben
Alejandra Riera verließ Argentinien 1990 im Alter von 25 Jahren und lebt und arbeitet seitdem in Paris. Seit 1995 arbeitet sie an einer eigenen künstlerischen Form, Fotografien mit Bildunterschriften, Texten, und Videos zu verbinden. Riera nennt diese Form maquettes–sans qualités, also „Modelle ohne Eigenschaften“. Diese Form erklärt sich nicht selbst, einzelne Fotos und Texte wirken oft wie zufällig. Erst in der seriellen Anordnung zeigen sich Muster und Interpretationsmöglichkeiten. 2001 begann ihre künstlerische Zusammenarbeit mit Doina Petrescu, mit der sie gemeinsam 2002 auf der Documenta 11 vertreten war.

„Die Form tritt nie deutlicher in Erscheinung als dann, wenn sie sich auflöst.“

Ab 2010 lehrte Riera elf Jahre lang Film und Dokumentation an der École nationale supérieure d'art de Bourges. Danach wechselte sie an die École nationale supérieure d'arts de Paris-Cergy.

## Teilnahme an Gruppenausstellungen (Auswahl)
- 2007: MACBA im Frankfurter Kunstverein – Werkauswahl aus der Sammlung des Museu d’Art Contemporani de Barcelona, Frankfurter Kunstverein, Frankfurt am Main.[2]
- 2007: documenta 12, Kassel. Gezeigt wurde die Arbeit Enquête sur le/notre dehors 2004-2007.[3]
- 2006: Movilities, Künstlerhaus Stuttgart.[4]
- 2004–2005: DIE REGIERUNG – How do we want to be governed?, gezeigt unter abweichenden Titeln im MACBA, Barcelona.[5], danach im Miami Art Central, Miami[6], in der Wiener Secession, Wien,[7] und im Witte de With, Rotterdam.[8]
- 2003: based upon TRUE STORIES, Witte de With, Rotterdam.[9]
- 2002–2003: Formen der Organisation, gezeigt in der Galerija Skuc, Ljubljana,[10] an der HGB Leipzig[11] und im Kunstraum der Universität Lüneburg.[12]
- 2002: Documenta 11, Kassel.
- 2000: Paris pour escale, MAM/ARC, Paris.[13]
- 2000: Dinge, die wir nicht verstehen. Generali Foundation, Wien.[14]

## Einzelausstellungen (Auswahl)
- 2013–2014: poétique(s) de l’inachèvement [poética(s) de lo inacabado] iniciado por Alejandra Riera, Museo Reina Sofía[15]